# 粟田口吉光

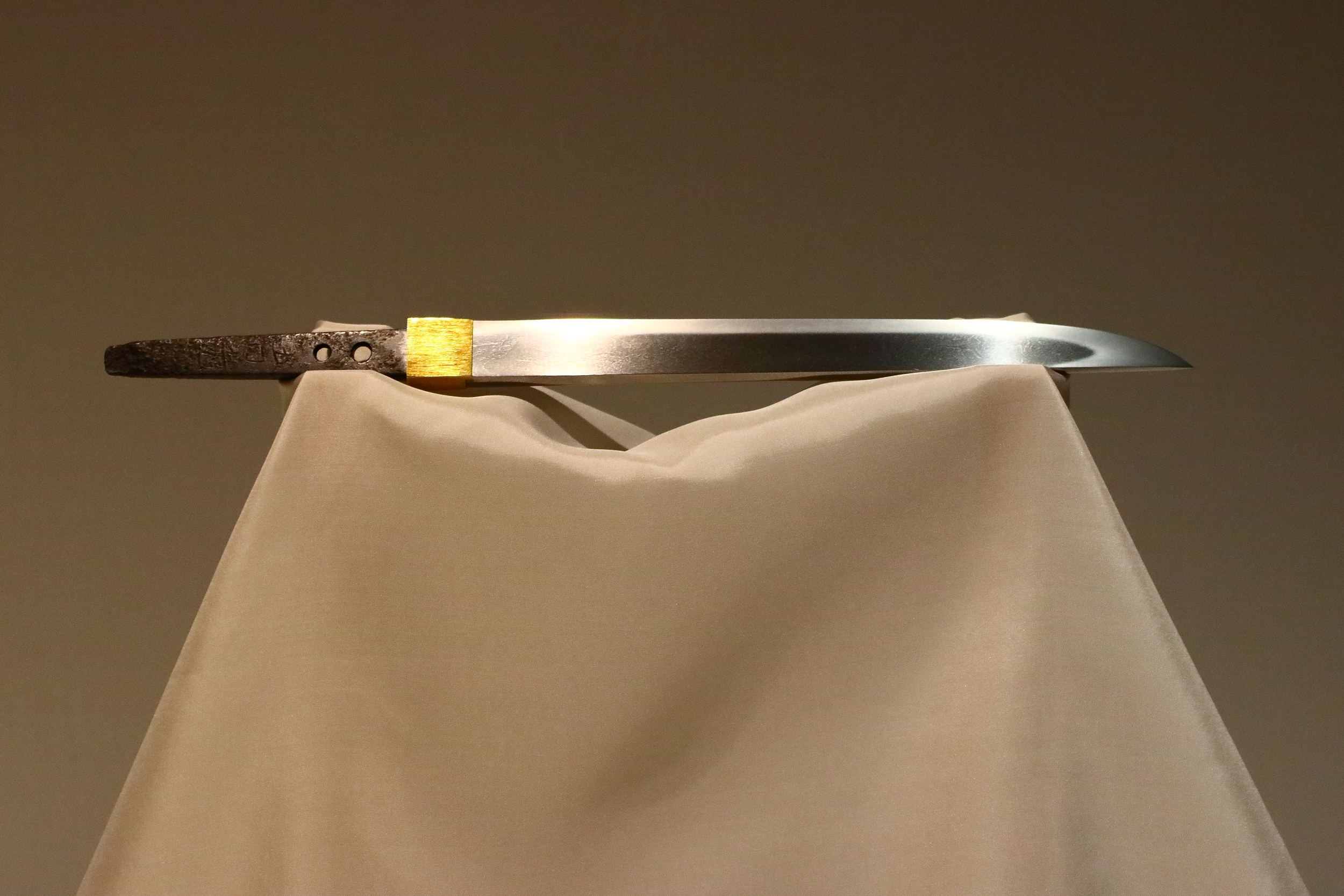
短刀 「銘 吉光」（名物 厚藤四郎）、国宝

粟田口 吉光（あわたぐち よしみつ、13世紀頃）は、鎌倉時代中期に京都の粟田口で活動した刀工。通称は藤四郎。相州鎌倉の岡崎正宗と並ぶ名工とされ、特に短刀作りの名手として知られる。

## 概要
京都の粟田口には古くから刀の名工がいた。吉光は、安土桃山時代に豊臣秀吉によって正宗・郷義弘と共に「天下の三名工」と称され、徳川吉宗が編纂を命じた『享保名物帳』でも、正宗・郷義弘と共に最も多くの刀剣が記載され、「名物三作（天下三作）」と呼ばれている。ほとんどの作には「吉光」の二字銘を流暢に切っているが、年期銘のある作がなく、親や兄弟の作からの類推で鎌倉時代中期に活動したと見られている。
現存作の多くは短刀であり、身幅、体配とも尋常なものが多い。地鉄は「梨子地」と呼ばれる小板目肌が最も良く詰んだもので、地沸（ぢにえ）厚くつき、地には線状の湯走り（ゆばしり）が見られる。典型的とされる刃文は、直刃（すぐは）を主体としつつ細かく乱れ、刃中よく沸え、匂い口深いもので、焼き出しに互の目（ぐのめ）を連ねるものが多い。また、名物後藤藤四郎（短刀）、名物平野藤四郎（短刀）のようにやや大振りのものから、刃文も湾れ（のたれ）に丁子を交えるなど乱れ刃主体のものもある。名物厚藤四郎は「鎧通し」と呼ばれる特に重ねの厚い作品で、元重ねは1cmを超える。無銘の名物である無銘藤四郎（むめいとうしろう、短刀）も元重ねが厚く7mm強ある。
吉光作の刀は古来珍重され、近世には織田信長や豊臣秀吉といった天下人が蒐集したため、本能寺の変や大坂夏の陣の戦災に巻き込まれて焼身になったものが多い。徳川家康は大坂夏の陣に際し、吉光や正宗をはじめ、焼け身になったり紛失したりした業物の刀を探させた。これらの焼身は初代越前康継の手によって焼き直され、その姿を今に残すものも多い。焼き直された吉光の代表格としては、太刀を磨り上げた名物一期一振（刀）、小薙刀を磨り上げた名物鯰尾藤四郎（脇差）がある。また、大坂夏の陣では堀の中から無傷で回収された薙刀直しの名物骨喰藤四郎（脇差）も、後に明暦の大火で焼け、後代の康継によって焼き直された。

## 主な作品

### 国宝
以下はいずれも銘は「吉光」二字である。
- 短刀（厚藤四郎）（東京国立博物館蔵）
- 短刀（後藤藤四郎）（愛知・徳川美術館蔵）
- 短刀（福岡・立花家史料館蔵）
- 剣（白山吉光）（石川・白山比咩神社蔵）

### 重要文化財
以下のうち「骨喰藤四郎」以外はいずれも「吉光」二字銘である。
- 短刀（信濃藤四郎）（山形・致道博物館蔵）
- 短刀（前田藤四郎）（東京・前田育徳会蔵）
- 短刀（秋田藤四郎）（京都国立博物館蔵）
- 短刀（博多藤四郎）（文化庁保管）
- 短刀（岩切長束藤四郎）（東京国立博物館蔵）[1]
- 短刀（京都・陽明文庫蔵）
- 短刀（大阪・開口神社蔵）
- 剣（愛知・熱田神宮蔵）
- 薙刀直し刀 無銘伝吉光（骨喰藤四郎）（京都・豊国神社蔵）- 焼身。

### その他
- 短刀 銘吉光（平野藤四郎）（御物）
- 太刀 額銘吉光（一期一振）（御物） - 焼身。「額銘」は長大な太刀を磨上げ（すりあげ）して寸法を短くした後、磨上げ部分にあった元の銘を切り取って額のように嵌め込んだもの。
- 脇差 無銘（鯰尾藤四郎）（愛知・徳川美術館蔵） - 焼身。小薙刀を磨上げ、脇差に直したもの。姿が鯰の尾を連想させる、ふくらがふっくらした姿から「鯰尾」の異名を持つ。豊臣秀頼が好んで差したと伝えられる。
- 短刀 銘吉光（岡山藤四郎）（東京国立博物館蔵） - 伝来は、前田利家豊臣秀吉、小早川秀秋、徳川家康、徳川義直（『享保名物帳』）。その後は長く尾張徳川家にあったが、文久3年（1863年）徳川慶勝が当時まだ親王だった明治天皇に献上し[2]、終戦後に東京国立博物館に移管された。名前は、小早川秀秋が関ヶ原の戦い後に岡山城主になった時期があることに因む。

## 関連書籍
- 大藪春彦の「孤剣」という作品では、主人公が鎌倉円正寺の宝物であった粟田口吉光作の合口を盗んで愛用しているという描写がある。